# Monestir de Sant Bernat de Rascanya
El monestir de Sant Bernat de Rascanya fou un monestir de l'Orde del Cister situat als afores de la ciutat de València. La seua història comença quan l'abat del monestir de la Valldigna Arnau d'Aranyó compra l'alqueria d'origen islàmic de Rascanya en 1371, amb la intenció de constituir-hi un monestir. La nova comunitat de monjos es trasllada en 1381 i continuarà la vida monàstica, amb alts i baixos, fins a l'any 1546. La fi de Sant Bernat ocorre quan el duc de Calàbria aconsegueix suprimir l'orde cistercenc i substituir-la per l'orde dels jerònims, construint un nou monestir, canviant el nom a Sant Miquel dels Reis.
Sant Bernat de Rascanya fou un monestir de petites dimensions, de materials modestos i sense caràcter monumental. Durant el segle i mig que va durar la seua existència va passar per greus dificultats a causa de problemes financers i la falta de control monàstic.

## Història

### Orígens
La història remota del monestir comença en la conquesta de València quan Jaume el Conqueridor dona a Guillem d'Aguiló l'alqueria musulmana de Rascanya en 1237. Aquesta alqueria, que dona nom a una de les set séquies que reguen l'horta, se situava al nord de la ciutat i el límits del seu terme eren: per l'oest, el monestir femení de la Saïdia, d'ací, seguint la séquia de la Rambla i el camí a Benimaclet, cap al nord fins a Alboraia, des d'ací buscant el barranc del Carraixet aigües amunt fins a Moncada, i d'ací pel camí Reial de València fins a arribar una altra vegada al monestir de la Saïdia.
El següent propietari seria Bernat Esplugues, nomenat batlle general per Jaume el Just el 1307. Més tard es va vendre a Pere el Cerimoniós per la quantitat de 30.000 sous valencians, amb la condició que el rei la venguera pel mateix preu a l'abat de la Valldigna. Així fou com l'abat Arnau d'Aranyó (1357-1387), cinquè abat de la Valldigna, va adquirir Rascanya l'any 1371. Els diners per a la compra provenien de les rendes del monestir i de la venda d'uns musulmans de la vall que havien abraçat la causa de Pere I contra Pere IV en el context de la guerra amb Castella. Amb els diners que va aconseguir per aquesta transacció, el rei els utilitzà per reforçar l'esquadra valenciana amb motiu de l'expedició naval contra els rebels del Regne de Sardenya (1374).
Arnau d'Aranyó volgué crear un priorat depenent de la Valldigna, i així ho comunicà al rei i al papa Gregori XI, aquest li va respondre positivament amb una butlla expedida a Avinyó el 21 de maig de 1372. L'abat reuní els monjos a fi de decidir sobre la fundació, s'anomenà prior a Bertomeu llompart (nebot d'Aranyó) i un dles dos monjos assignats per a residir-hi. No content amb el priorat, Aranyó va demanar al papa Climent VII que aquest priorat es convertís en un monestir on pogueren viure dotze monjos i un abat. Li demanava també que fóra ell qui designara el primer abat i que el nou monestir depenguera sempre de la Valldigna. La resposta papal (amb una butlla de 1378) va ser comissionar a Pere de Luna, cardenal i nunci a la península perquè estudiara el projecte i comprovara si la nova abadia tenia rendes suficients per a mantenir-se, sense dependre de la casa mare. Si això es complia, el nunci facultaria a Aranyó per a nomenar un abat, sempre que aquest i la nova comunitat de Sant Bernat de Rascanya estiguera subjecta a l'autoritat de la Valldigna. El nunci per estar ocupat en altres afers, delega en el bisbe de Sogorb Ènnec de Vallterra i en dos canonges valencians la tasca d'esbrinar si el priorat de Sant Bernat té suficients rendes i patrimoni per al seu manteniment. Finalment el nunci anomena, ja per acabar amb les investigacions, a Pere Serra (paborde de Sogorb i de Santa Maria d'Albarrasí i llicenciat en lleis). Aquest reuneix a la comunitat de la Valldigna, amb Arnau d'Aranyó i Bartomeu Llopart, per comprovar els béns de què disposaria Sant Bernat, Llopart exposa que els béns eren:
- L'alqueria de Rascanya, on ja hi havia el priorat de Sant Bernat, amb totes les seues possessions, cases, terres, censals i vinyes. Amb un valor aproximat de 3.000 sous valencians.
- L'alqueria de Fraga o dels Abats, a Cocentaina, 5.000 sous anuals.
- L'alqueria d'Ènova, al terme de Xàtiva, 2.400 sous a l'any.
- L'alqueria d'Espioca, a terme de València, 3.000 sous anuals.
- Diversos censos que donaven 700 sous a l'any.
- Diversos censos sobre terres i cases a València i la seua horta, amb 5145 sous. la tercera part o delme de Resalany.

Aquestes explicacions convenceren a Serra i informà favorablement a Pere de Luna. Aquest el 1380 envià des de Valladolid a l'abat Aranyó unes lletres apostòliques on mostrava la seua conformitat i la del papa per a la fundació del monestir. La confirmació reial la donà Pere el Cerimoniós el 1383, i encomanava a l'infant Joan (aleshores lloctinent als estats de la Corona d'Aragó) que prestara la major ajuda possible quan els monjos ho sol·licitaren.

### De sant Bernat de Rascanya a sant Miquel dels Reis

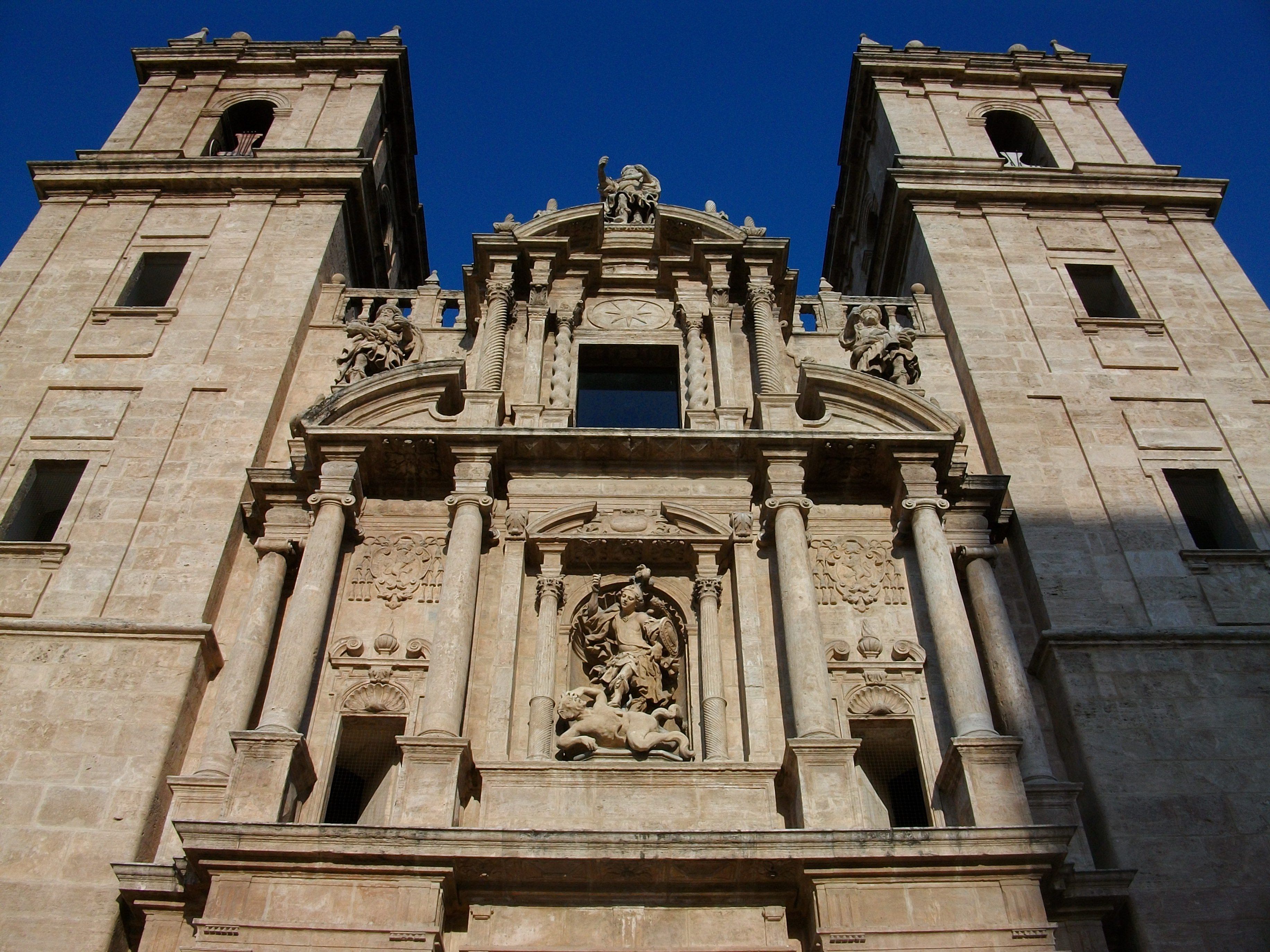
façana de l'església de Sant Miquel dels Reis, construït on estava sant Bernat de Rascanya

Una vegada superats els tràmits de la fundació, es traslladaren a Rascanya dotze monjos, amb el prior Bertomeu Llopart i servents. Fet això començaren les obres del nou cenobi, d'acord amb el pla ideal cistercenc. Per a fer-ho disposaven dels recursos esmentats anteriorment a més de nombroses indulgències, donades pel nunci papal, a qui ajudara en l'edificació. L'abat Aranyó va organitzar els treballs intel·ligentment, i en cinc anys estigué acabat. El 24 de febrer de 1387 es realitza l'erecció canònica i es nomena a fra Bartomeu Llopart com a primer abat.
Del mateix any es té notícia que l'important pintor gòtic valencià, Llorenç Saragossà reconeixia el pagament de 120 lliures de l'abat de la Valldigna, pel retaule de l'altar major de la nova església, pintat entre 1385 i 1387.
En la visita a València que el rei Joan I va fer per a jurar els furs en 1392 va quedar impressionat per les obres ja finalitzades, i va establir un nou cerimonial consistent en el fet que a partir d'aleshores les autoritats valencianes reberen allí els reis que visitaren la ciutat. Durant el segle xv visitaren el monestir la reina Maria de Luna (que va estar exposada a l'església després de la seua mort en 1407), Ferran d'Antequera, Alfons el Magnànim i Joan II.
L'abat Aranyó volgué dotar de més béns i patrimoni al monestir, els quals s'afegien als citats abans, són les alqueries de Benàmer, Benitàer i oliverar de Frangi (terme de Cocentaina), 2000 sous a l'any sobre els castells de Pop i Murla, 33 sous de cens anual de terres i vinyes a Antella, 1543 sous censals a perpetuïtat de diferents particulars de Xàtiva, diversos censos sobre l'alqueria de Rabí Sancho, molí de Bartolo i possessions a la partida de la Rambla, tot a l'horta de València, i a la ciutat els corresponents a cases a la parròquia de Sant Bartomeu. Aranyó, principal impulsor del monestir, va morir el 25 de febrer de 1387 a les Cases de València, fet propicià que Bartomeu Llopart, abat de Rescanya i nebot seu, recelara de Valldigna, la casa mare, per com hi havia propietats d'aquest cedits en propietat a la filial i això podria ocasionar rivalitats entre tots dos monestirs. Per tal d'evitar-ho Llopart demanà al papa que el confirmara en el seu càrrec i tots els béns i privilegis, el papa va accedir amb una butlla signada a Avinyó el 13 de febrer de 1388. Així i tot les rivalitats no tardaren a sorgir, fins que novament el papa va haver-hi de dictar un laude de pau i concòrdia en 1397.

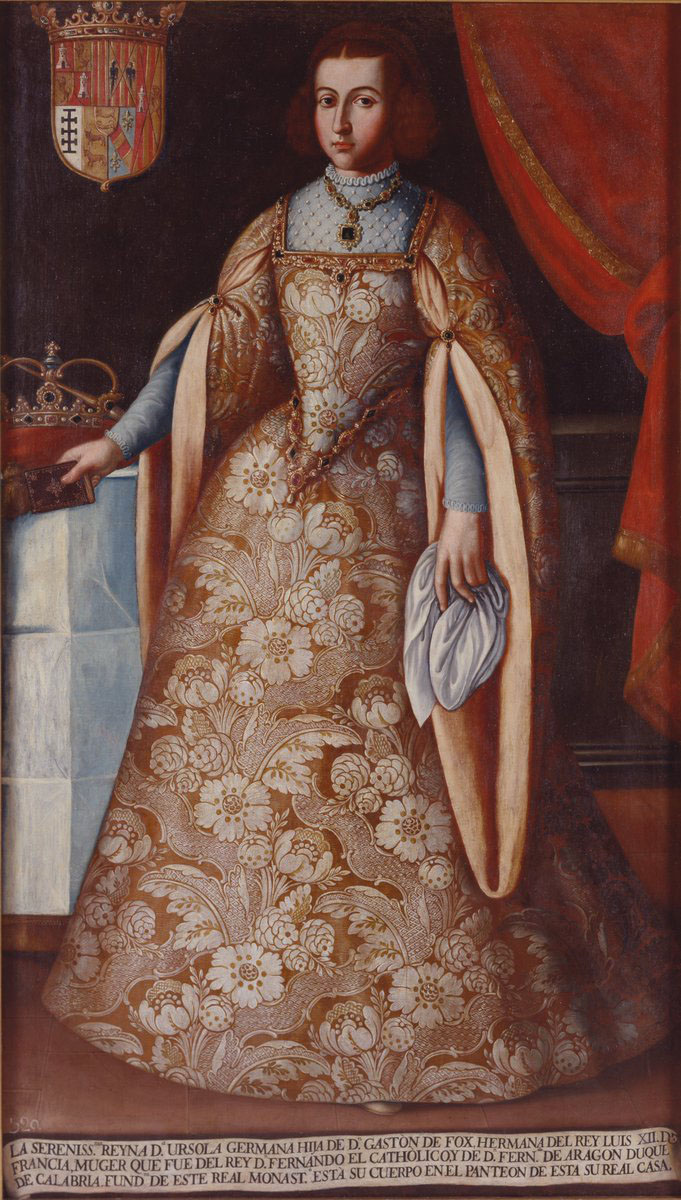
Retrat de Germana de Foix que volgué ser soterrada a sant Bernat de Rascanya i promotora de Sant Miquel dels Reis

El segle xv marcarà el declivi del monestir, encara que Martí l'Humà ratificà tots els privilegis donats anteriorment. A poc a poc els abats aniran desprenint-se de propietats considerades poc rendibles i fixaren la seua residència fora dels murs del cenobi, com el cas de l'abat Aimeric nomenat en 1422 capellà privat del papa Martí V, i en general s'abandonà el govern de la casa. La indisciplina i la relaxació es va agreujar per aquesta mala administració, quedant el monestir cada vegada amb menys recursos per a subsistir. L'any 1434 el rei Alfons va segrestar els béns de la Valldigna i també de Rascanya, segurament per la necessitat de fons per a les despeses de les campanyes italianes, com l'expedició i conquesta del Regne de Nàpols.
Més tard s'introduí la figura de l'abat comendatari, nomenats a proposta del rei o el papa, que normalment requeia en alts personatges eclesiàstics o seculars. Ferran el Catòlic nomenà com a primer abat d'aquestes característiques a Roderic de Borja en 1481, també ho era de la Valldigna des de 1479 i va mantenir els dos càrrecs fins a 1491, en què renuncià per a ser elegit papa amb el nom d'Alexandre VI. Aquest es preocupà per la situació del convent i va enviar en nom seu el prior de la Valldigna, Pere Baldó, perquè informara del seu estat. Després de ser informat del caos que regia el monestir va intentar posar ordre però sense reeixir-se'n. Com els monjos continuaven vivint en la relaxació l'abat Borja tornà a intervindre, explicant al papa Innocenci VIII el que ocorria (els vassalls no pagaven i s'havien produït robatoris de documents, joies, diners, vaques, cavalls, ovelles, etc.). El papa envià una delegació encapçalada pel bisbe de Granada perquè confirmara aquests fets i amenaçara d'excomunió els culpables, però res es va tornar al monestir.
Els següents abats comendataris designats no es van ocupar del monestir i agreujaren la situació ja fins a la definitiva supressió de la comunitat.
Ja en 1532 Dom Edme de Saulieu visita el monestir i segons conta Bronseval en aquell moment només atenien la casa quatre monjos. L'abat d'aleshores era fra Pere Pastrana que era un simple clergue sense coneixements de llatí, l'acompanyaven tres monjos (dos de Poblet i un de l'Oliva) que no observaven cap de les cerimònies de l'orde, excepte la lectura de l'ofici diví, i eixien sovint del recinte monacal. Aquest Pere Pastrana havia sigut capellà major del duc de Calàbria i mestre de música al palau reial de València, i va arribar a l'abadiat gràcies a una Butlla papal de Climent VII del 13 d'agost de 1529 concedida pels bons oficis dels ducs de Calàbria i virreis de València, Germana de Foix i Ferran d'Aragó, els quals ja havien decidit una fundació jerònima sobre Sant Bernat de Rascanya. Segons el testament de Germana de Foix, redactat al palau del Real en 1536, volia ser soterrada a sant Bernat de Rascanya, sempre que estiguera regit per jerònims, i deixava tots els seus béns per a aquest fi.
Així doncs, el duc de Calàbria per l'estat econòmic i la indisciplina de sant Bernat va fer redactar un informe dirigit al papa Pau III, llavors aquest va suprimir la comunitat cistercenca i va instituir la de Sant Jeroni amb la butlla supresionis et erectionis Monasterii de l'1 de novembre de 1545. Donava també facultat per ampliar el monestir sota l'advocació de sant Miquel i el permís perquè els fundadors foren soterrats, a l'abat Pastrana li concedia les rendes de l'abadia mentre visqués i als monjos que quedaven l'allotjament en altres monestirs. Presa la possessió de Sant Bernat de Rascanya i instituït el nou monestir, el duc de Calàbria va canviar el seu nom pel de Sant Miquel dels Reis i en 1546 contacta amb Alonso de Covarrubias i Joan de Vidanya perquè planificaren la traça del nou monestir i el panteons.

## Arquitectura
Abans de la restauració de Sant Miquel dels Reis poca cosa se sabia del monestir que ocupà anteriorment el mateix espai però les excavacions arqueològiques van treure a la llum algunes restes de Sant Bernat de Rascanya. Per aquestes excavacions es coneixen els diversos edificis que existien al monestir: església, claustre, celler i graner, porteria, refectori i cuina, infermeria, residència de l'abat, dormitoris i dos patis (sobre la sala capitular hi ha dubtes d'on estava).
L'esquema organitzatiu de Sant Bernat seguia els models cistercencs, l'església estava a un dels costats del claustre (se substituí més tard per l'església actual) i tenia una sola nau voltada, amb grades a la capella major i cinc capelles entre els contraforts a cada costat. Segurament seguiria la tipologia de les anomenades esglésies de reconquesta (una nau coberta amb volta de fusta sobre arcs diafragma) com havia sigut la primera església de la Valldigna, de la qual hauria pres el model.
El claustre era el cor del convent i se situava a l'esquerra i al nord de l'església, era de planta rectangular i cent vint-i-cinc peus de costat segons la documentació del segle xvi. Les excavacions han permés veure els murs perimetrals i rescatar un arc apuntat, cosa que serveix per a configurar les seues dimensions, que serien de 22 metres de longitud per 19 de llargària, amb un pou central. La cuina es localitzà a l'extrem nord-oest i el refectori a la galeria nord; la porteria i el forn al costat oest; a l'extrem nord-oest les latrines; a la galeria est el dormitori i al sud la llibreria.